# Buscamos sonrisas
Buscamos Sonrisas é o quarto álbum de estúdio da banda espanhola El Sueño de Morfeo. O disco foi lançado a 14 de fevereiro de 2012 e seu primeiro single foi a canção Depende de Ti. O álbum foi produzido por Thom Russo, ganhador de 15 Grammys, gravado em Los Angeles e traz colaborações de Randy Cooke (bateria), Paul Bushneil (baixo), Eric Rigler (gaita y whistles) e Diego Galaz (violino).
O disco traz um som mais forte, mas sem perder os seus toques celtas.
Depois de gravar o álbum, o grupo começou uma turnê na Espanha, em teatros e auditórios, no formato de show acústico em que o grupo executa seus maiores sucessos e novas canções que compõem seu novo álbum.
O primeiro single, Depende de Ti foi lançado em 15 de novembro de 2011 e conseguiu entrar no "top 10" canções mais baixadas no iTunes no mesmo dia da publicação e seu videoclipe foi filmado na ilha de Formentera.

## Faixas
Todas as faixas escritas e compostas por El Sueño de Morfeo. 
| N.º            | Título                                | Duração |  |
| 1.             | "Lo mejor esta por llegar"            | 3:58    |  |
| 2.             | "Depende de ti"                       | 3:40    |  |
| 3.             | "Un día más"                          | 4:04    |  |
| 4.             | "Vuelve (Por donde has venido)"       | 3:37    |  |
| 5.             | "Será esta vez"                       | 3:57    |  |
| 6.             | "Ni tu ni yo"                         | 3:30    |  |
| 7.             | "Despues de ti"                       | 3:54    |  |
| 8.             | "Momentos dormidos"                   | 4:00    |  |
| 9.             | "Corazones"                           | 3:36    |  |
| 10.            | "El coleccionista de atardeceres"     | 4:04    |  |
| 11.            | "Sonrisas"                            | 3:32    |  |
| 12.            | "Decir adios"                         | 4:05    |  |
| 13.            | "La sensación de estar flotando (Mi)" | 3:04    |  |
| 14.            | "Llueve (Bonus Track)"                | 3:16    |  |
| 15.            | "Vamonos (Bonus Track)"               | 3:36    |  |
| Duração total: | Duração total:                        | 55:00   |  |